# Zaćmienie Słońca z 20 marca 2015

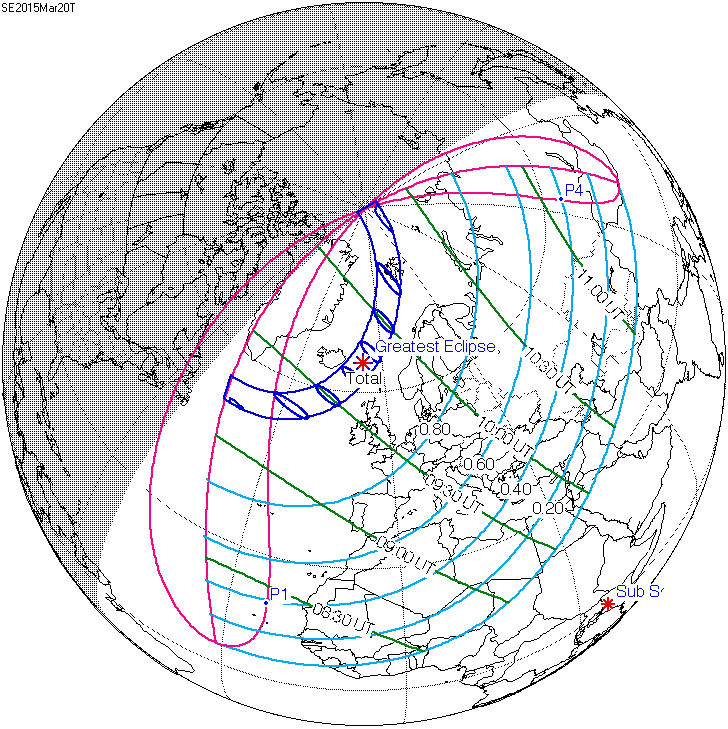

Całkowite zaćmienie Słońca z 20 marca 2015 było widoczne nad północną częścią Oceanu Atlantyckiego, na Morzu Norweskim i Morzu Arktycznym. Pas całkowitego zaćmienia przeszedł niemal wyłącznie przez obszary morskie – jedynymi obszarami lądowymi, na jakie natrafił, były Wyspy Owcze i Svalbard. Swoje maksimum zaćmienie osiągnęło na wschód od Islandii, gdzie faza centralna trwała 2 minuty 47 sekund.
Zaćmienie było widoczne jako częściowe w całej Europie, a także na większości obszaru Afryki Zachodniej, Afryki Północnej oraz na części obszaru Bliskiego Wschodu, Azji Środkowej i azjatyckiej części Rosji. Na końcu swojej drogi cień Księżyca dotarł do bieguna północnego.
W Polsce zaćmienie było widoczne jako częściowe. Zasłonięciu uległo od 63% tarczy słonecznej w regionach południowo-wschodnich do 75% na północnym zachodzie kraju. Na przeważającym obszarze Polski niebo było bezchmurne i panowały bardzo dobre warunki do obserwacji.

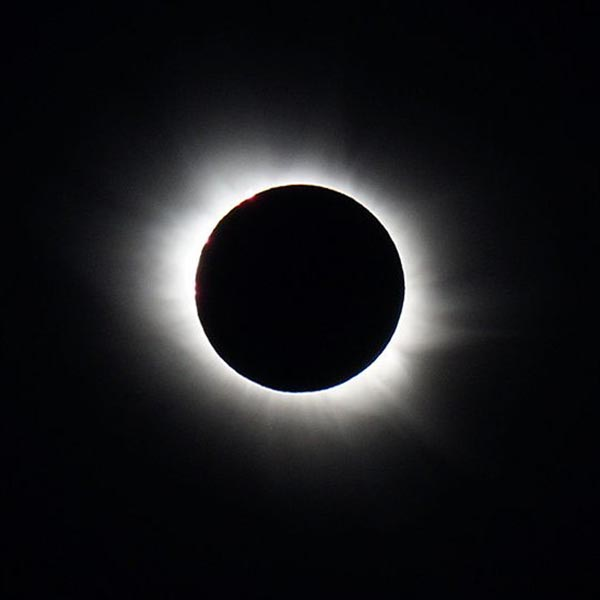
Całkowite zaćmienie w Longyearbyen
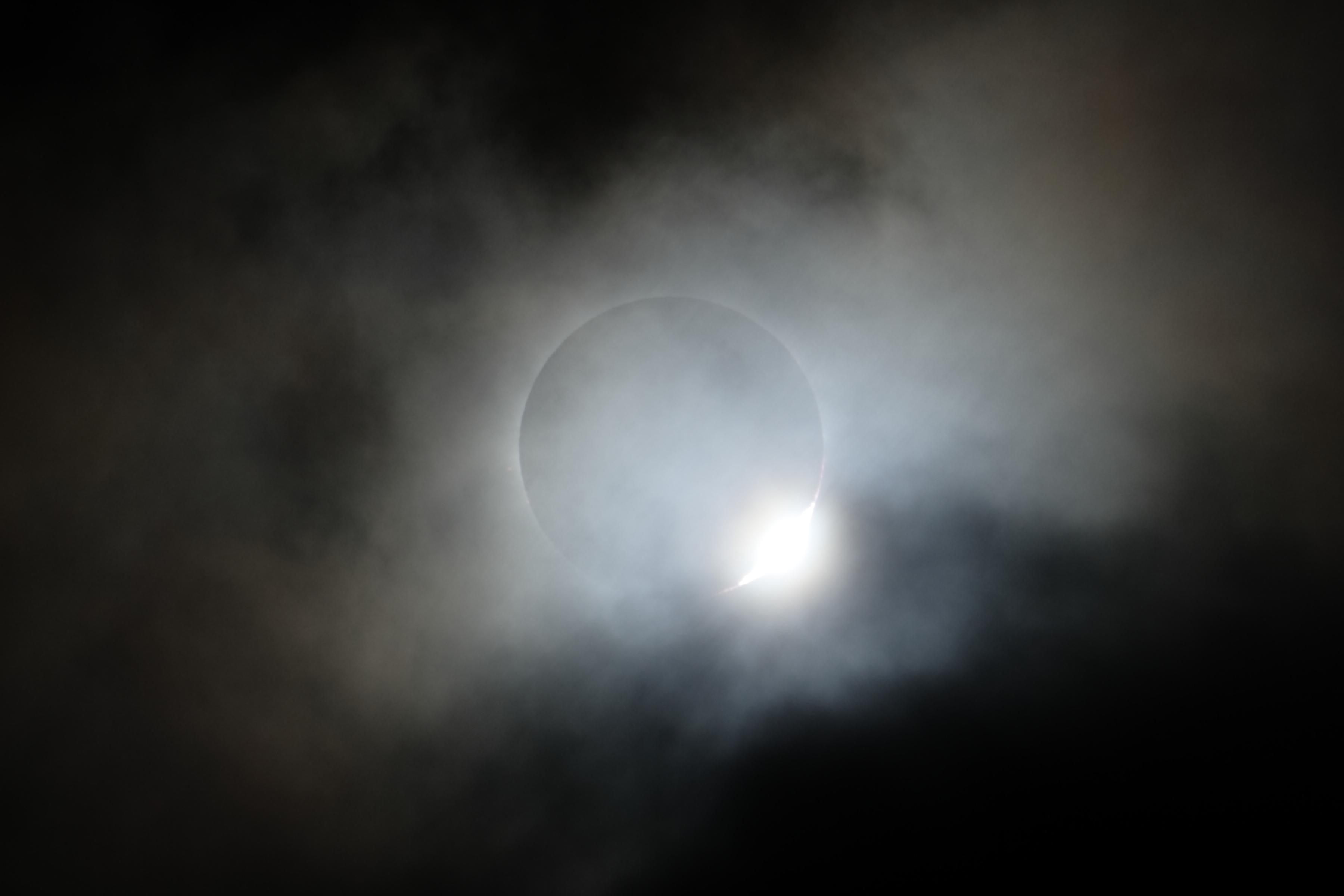
Całkowite zaćmienie w Thorshavn

## Zaćmienie Słońca widoczne na Svalbardzie i Wyspach Owczych
| miejsce                                                    | t1 rozpoczęcie zaćmienia częściowego | T1 rozpoczęcie zaćmienia całkowitego | Tmax UTC maksimum zaćmienia całkowitego | T2 koniec zaćmienia całkowitego | t2 koniec zaćmienia częściowego | Η☉ wysokość Słońca w maksimum zaćmienia całkowitego | T3 = T2 – T1 długość zaćmienia całkowitego | Фmax maksymalna faza |
| ---------------------------------------------------------- | ------------------------------------ | ------------------------------------ | --------------------------------------- | ------------------------------- | ------------------------------- | --------------------------------------------------- | ------------------------------------------ | -------------------- |
| Thorshavn, Wyspy Owcze 62°00′N 6°47′W/62,000000 -6,783333  | 08:39                                | 09:40:54                             | 09:41:54                                | 09:42:54                        | 10:48                           | 19,8°                                               | 2 m 00 s                                   | 1,007                |
| Tjørnuvík, Wyspy Owcze 62°17′N 7°09′W/62,283333 -7,150000  | 08:39                                | 09:40:54                             | 09:42:04                                | 09:43:14                        | 10:48                           | 19,5°                                               | 2 m 21 s                                   | 1,010                |
| Barentsburg, Svalbard 78°04′N 14°13′E/78,066667 14,216667  | 09:11                                | 10:10:06                             | 10:11:21                                | 10:12:35                        | 11:12                           | 11,4°                                               | 2 m 29 s                                   | 1,020                |
| Longyearbyen, Svalbard 78°13′N 15°33′E/78,216667 15,550000 | 09:12                                | 10:10:41                             | 10:11:55                                | 10:13:09                        | 11:12                           | 11,2°                                               | 2 m 28 s                                   | 1,017                |
| Pyramiden, Svalbard 78°41′N 16°24′E/78,683333 16,400000    | 09:13                                | 10:11:12                             | 10:12:26                                | 10:13:39                        | 11:13                           | 10,9°                                               | 2 m 27 s                                   | 1,018                |

## Zaćmienie Słońca widoczne w Polsce

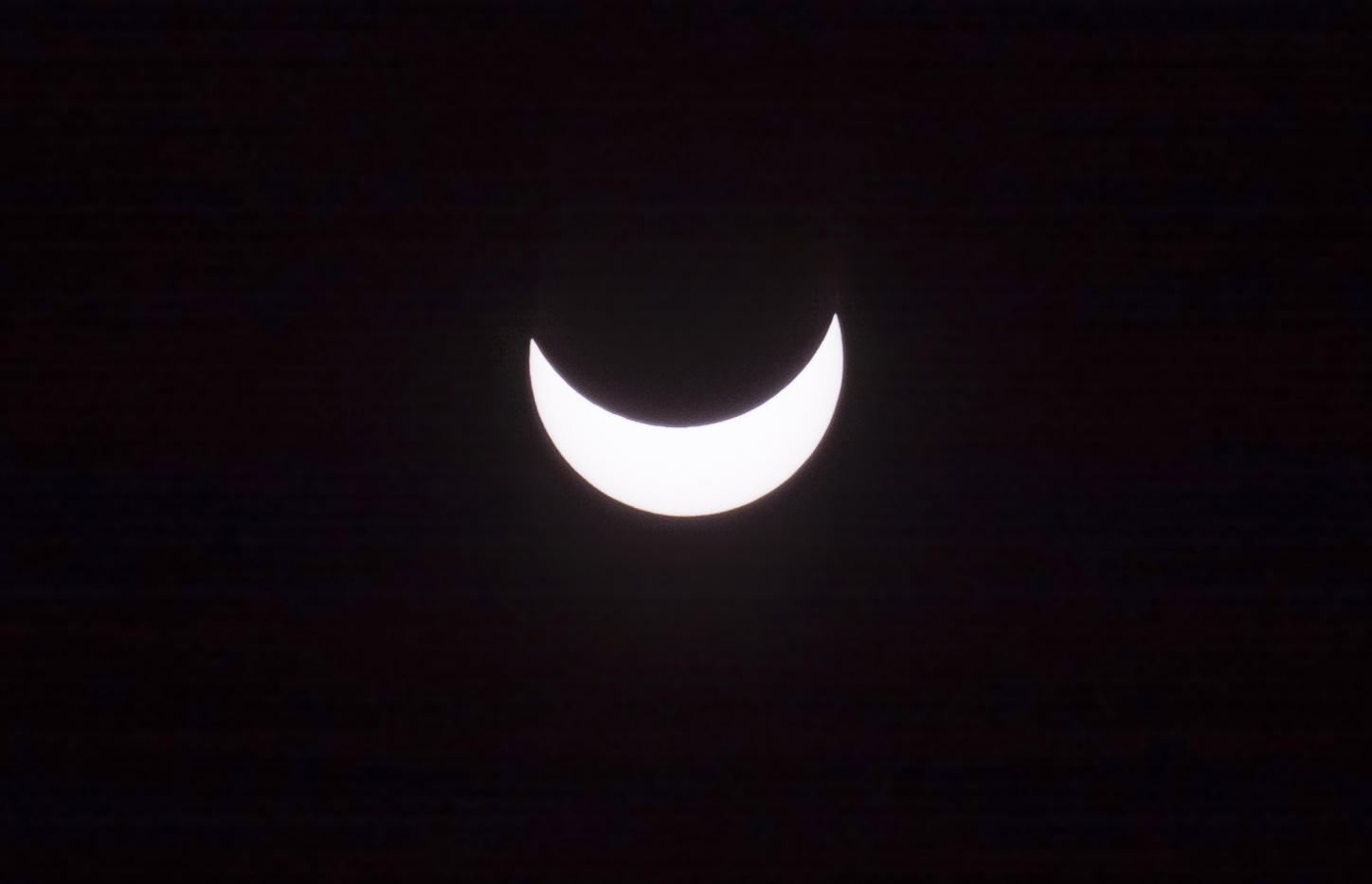
Zaćmienie obserwowane w Kłodzku o godz. 10:54

W Polsce przesłonięciu uległo – w zależności od regionu kraju – od ok. 63% do ok. 75% tarczy słonecznej. Było ono widoczne od ok. godz. 9:40 (CET) do ok. 12:06 (CET).
| miasto              | czas trwania | czas trwania | czas trwania | faza (przysłonięcie) |
| miasto              | początek     | maksimum     | koniec       | faza (przysłonięcie) |
| ------------------- | ------------ | ------------ | ------------ | -------------------- |
| Białystok           | 9:51         | 11:00        | 12:10        | 0,720 (65,8%)        |
| Bydgoszcz           | 9:45         | 10:54        | 12:04        | 0,761 (70,9%)        |
| Gdańsk              | 9:47         | 10:56        | 12:06        | 0,775 (72,6%)        |
| Gorzów Wielkopolski | 9:41         | 10:50        | 12:01        | 0,777 (72,9%)        |
| Katowice            | 9:43         | 10:52        | 12:03        | 0,707 (64,2%)        |
| Kielce              | 9:45         | 10:55        | 12:05        | 0,704 (63,7%)        |
| Koszalin            | 9:44         | 10:53        | 12:03        | 0,791 (74,7%)        |
| Kraków              | 9:44         | 10:53        | 12:04        | 0,696 (62,8%)        |
| Lublin              | 9:48         | 10:58        | 12:09        | 0,693 (62,5%)        |
| Łódź                | 9:45         | 10:54        | 12:05        | 0,728 (66,8%)        |
| Olsztyn             | 9:48         | 10:57        | 12:08        | 0,752 (69,8%)        |
| Opole               | 9:42         | 10:51        | 12:02        | 0,723 (66,2%)        |
| Poznań              | 9:43         | 10:52        | 12:03        | 0,759 (70,6%)        |
| Rzeszów             | 9:46         | 10:56        | 12:06        | 0,678 (60,6%)        |
| Szczecin            | 9:41         | 10:50        | 12:01        | 0,793 (74,8%)        |
| Świnoujście         | 9,42         | 10:50        | 12:01        | 0,802 (76,0%)        |
| Toruń               | 9:45         | 10:54        | 12:05        | 0,755 (70,1%)        |
| Warszawa            | 9:47         | 10:57        | 12:07        | 0,723 (66,1%)        |
| Wrocław             | 9:41         | 10:50        | 12:01        | 0,738 (68,0%)        |
| Zielona Góra        | 9:40         | 10:49        | 12:00        | 0,763 (71,1%)        |

### Pomiary w Warszawie

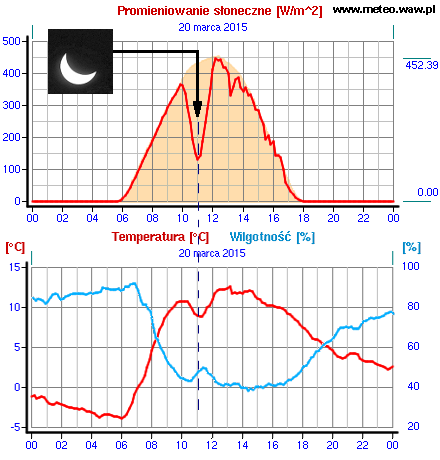
Zaćmienie Słońca od strony pomiarów

Wykresy prezentują zaćmienie Słońca od strony pomiarów dokonanych przez przyrządy Internetowej Stacji Meteo Warszawa. Górny wykres ilustruje moc promieniowania słonecznego na tle hipotetycznej krzywej dla bezchmurnego dnia. Maksimum zaćmienia przypadło na 10:57 i zanotowano wartość 130 W/m². Poprzedniego dnia, przy bezchmurnym niebie, o tej samej godzinie zmierzono 432 W/m², co daje 70% ubytek mocy promieniowania w momencie największego przysłonięcia.
Ubytek mocy docierającej do Ziemi miał również odzwierciedlenie w spadku temperatury otoczenia. Dolny wykres przedstawia temperaturę – czerwona linia, która w okolicach godz. 11:00 posiada dołek o głębokości ok. 3 stopni. W tym samym czasie niebieska lina wskazuje wzrost wilgotności względnej powietrza o ok. 7% co jest konsekwencją spadku temperatury.